# USS Farragut (DD-300)
Za druga plovila z istim imenom glejte USS Farragut.
USS Farragut (DD-300) je bil rušilec razreda Clemson v sestavi Vojne mornarice Združenih držav Amerike.
Rušilec je bil poimenovan po admiralu Davidu Glasgowu Farragutu.

## Zgodovina
V skladu s Londonskim sporazumom o pomorski razorožitvi je bil rušilec 22. julija 1930 izvzet iz aktivne službe in naslednje leto razrezan.